# The Nature of the Beast / Power Play
The Nature of the Beast / Power Play es un álbum recopilatorio de la banda canadiense de rock April Wine y fue publicado en 2012 por la compañía discográfica The Beat Goes On.
Como su nombre lo menciona, esta producción compila los álbumes de estudio The Nature of the Beast y Power Play lanzados originalmente en 1981 y 1982 por Aquarius Records en Canadá y Capitol Records en Estados Unidos, Europa y Japón.
El crítico de Allmusic Al Campbell recomienda en su reseña el compilado Classic Masters sobre este disco.

## Lista de canciones

### Disco uno -The Nature of the Beast
| Side one |                           |               |          |  |
| N.º      | Título                    | Escritor(es)  | Duración |  |
| 1.       | «All Over Town»           | Myles Goodwyn | 3:00     |  |
| 2.       | «Tellin' Me Lies»         | Myles Goodwyn | 3:01     |  |
| 3.       | «Sign of the Gypsy Queen» | Lorence Hud   | 4:17     |  |
| 4.       | «Just Between You and Me» | Myles Goodwyn | 3:55     |  |
| 5.       | «Wanna Rock»              | Myles Goodwyn | 2:05     |  |
| 6.       | «Caught of the Crossfire» | Myles Goodwyn | 3:34     |  |
| 7.       | «Future Tense»            | Myles Goodwyn | 4:09     |  |
| 8.       | «Big City Girls»          | Myles Goodwyn | 3:41     |  |
| 9.       | «Crash and Burn»          | Myles Goodwyn | 2:33     |  |
| 10.      | «Bad Boys»                | Myles Goodwyn | 3:10     |  |
| 11.      | «One More Time»           | Myles Goodwyn | 3:56     |  |

### Disco dos -Power Play
| Side one |                                    |                              |          |  |
| N.º      | Título                             | Escritor(es)                 | Duración |  |
| 1.       | «Anything You Want It, You Got It» | Myles Goodwyn                | 4:45     |  |
| 2.       | «Enough is Enough»                 | Myles Goodwyn                | 4:04     |  |
| 3.       | «If You See Kay»                   | David Freeland               | 3:51     |  |
| 4.       | «What if We Fall in Love»          | Myles Goodwyn                | 3:51     |  |
| 5.       | «Waiting On a Miracle»             | Myles Goodwyn                | 4:06     |  |
| 6.       | «Doin' It Right»                   | Ton Lavin                    | 3:43     |  |
| 7.       | «Ain't Got Your Love»              | Myles Goodwyn                | 4:31     |  |
| 8.       | «Blood Money»                      | Myles Goodwyn                | 5:22     |  |
| 9.       | «Tell Me Why»                      | John Lennon / Paul McCartney | 3:16     |  |
| 10.      | «Runners in the Night»             | Myles Goodwyn                | 5:15     |  |

## Créditos

### April Wine
- Myles Goodwyn — voz principal, guitarra y teclados.
- Brian Greenway — guitarra y coros.
- Gary Moffet — guitarra y coros
- Steve Lang — bajo y coros
- Jerry Mercer — batería

### Personal técnico
- Myles Goodwyn — productor
- Mike Stone — productor e ingeniero de audio
- Paul Northfield — ingeniero de audio
- Wally Buck — ingeniero asistente
- Robby Whelan — ingeniero asistente
- George Marino — masterización
- Andrew Thompson — re-masterización
- Howard Gray — operador de cinta
- Adam Moseley — operador de cinta

### Personal de arte
- Bob Lemm — concepto diseño original y gráficos
- Andrzej Duvel — fotografía de portada
- Graham Fowler — fotografía
- Patrick Narbron — fotografía

### Personal variado
- Virginia Duvel — coordinadora del proyecto
- Roy Davies — notas